# پنجاه و پنجمین دوره جوایز بفتا
پنجاه و پنجمین دورهٔ جوایز بفتا در سال ۲۰۰۲ در لندن بریتانیا برگزار شد . که فیلم ارباب حلقه‌ها: یاران حلقه برنده بهترین فیلم و کارگردانی سال شد . جودی دنچ و جیم برودبنت در دو رشته کاندیدای دریافت جایزه شدند . راسل کرو و جنیفر کانلی برای بازی در فیلم ذهن زیبا برنده بهترین بازیگر نفش اول مرد و مکمل زن شدند.

## نامزدی‌ها و جوایز
| بهترین فیلم | بهترین کارگردانی |
| --- | --- |

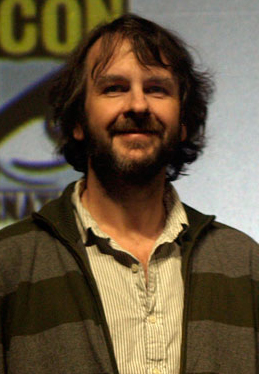
پیتر جکسون، برنده بهترین کارگردانی

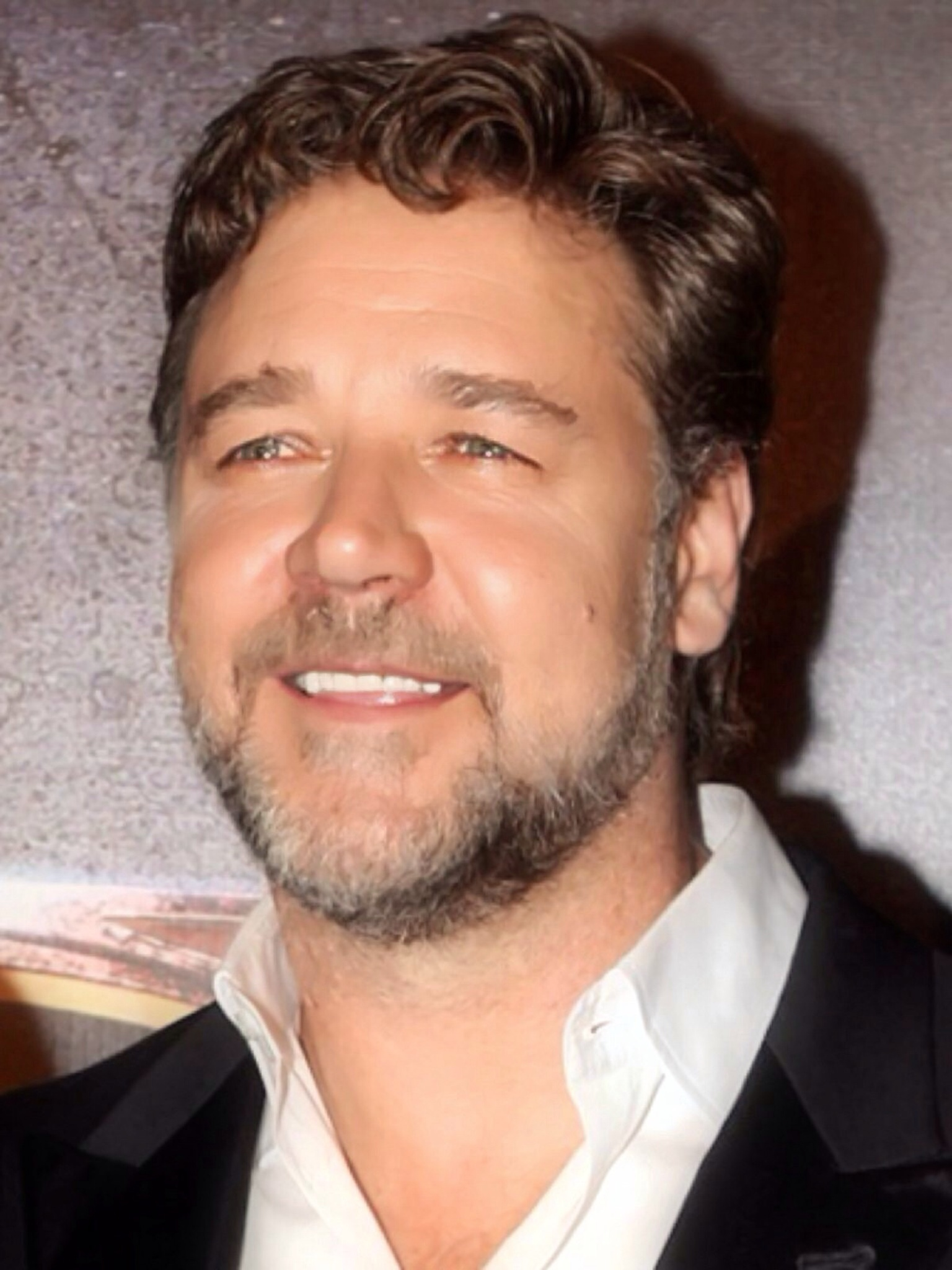
راسل کرو، برنده بهترین بازیگر نقش اول مرد

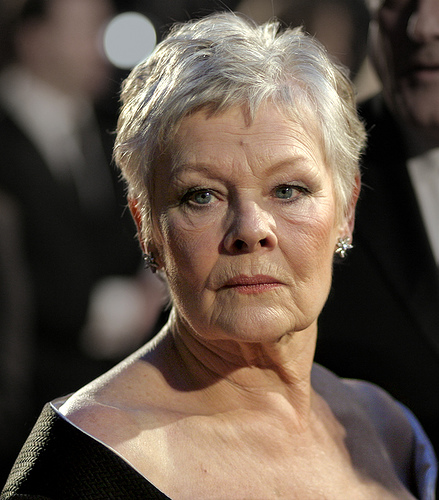
جودی دنچ، برنده بهترین بازیگر نقش اول زن

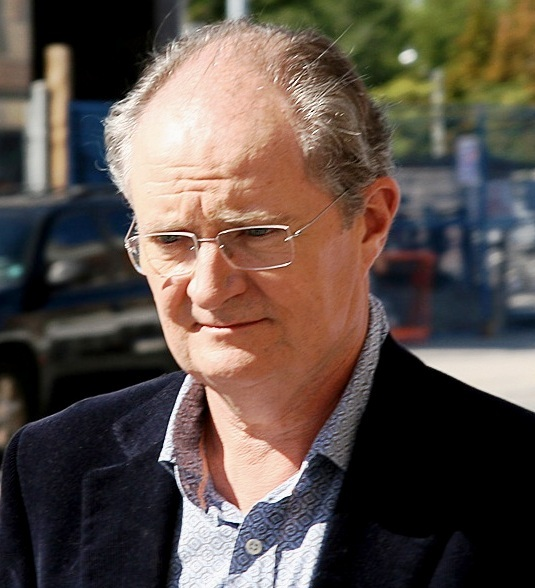
جیم برودبنت، برنده بهترین بازیگر نقش مکمل مرد

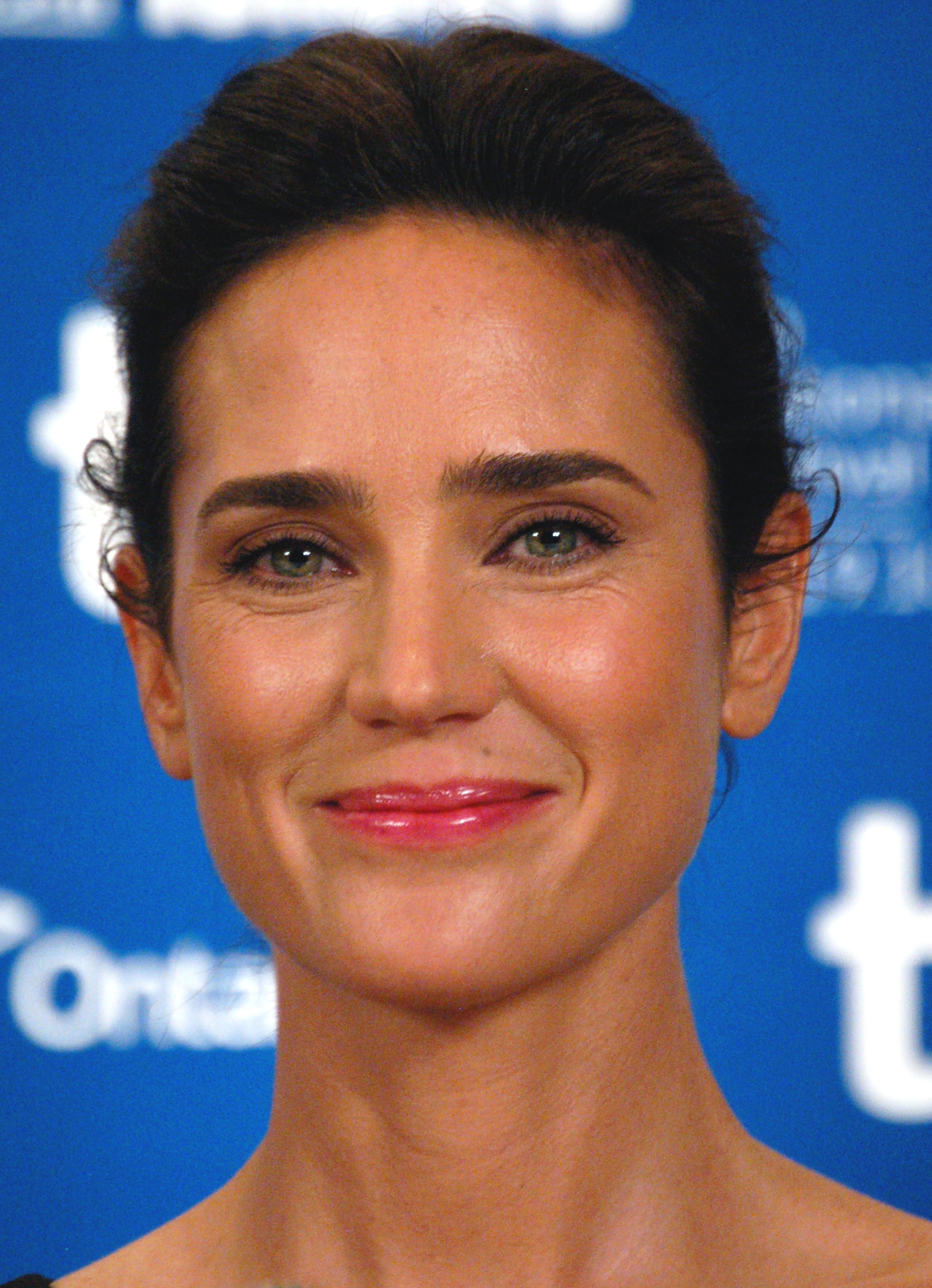
جنیفر کانلی، برنده بهترین بازیگر نقش مکمل زن

| ارباب حلقه‌ها: یاران حلقه - سرنوشت شگفت‌انگیز املی پولن - ذهن زیبا - مولن روژ! - شرک | پیتر جکسون برای کارگردانی ارباب حلقه‌ها: یاران حلقه - رابرت آلتمن برای کارگردانی گاسفورد پارک - ران هاوارد برای کارگردانی ذهن زیبا - ژان-پیر ژونه برای کارگردانی سرنوشت شگفت‌انگیز املی پولن - باز لورمن برای کارگردانی مولن روژ! |
| بهترین بازیگر نقش اول مرد | بهترین بازیگر نقش اول زن |
| راسل کرو برای فیلم ذهن زیبا - جیم برودبنت برای فیلم آیریس - ایان مک‌کلن برای فیلم ارباب حلقه‌ها: یاران حلقه - کوین اسپیسی برای فیلم The Shipping News - تام ویلکینسون برای فیلم در اتاق خواب                                        | جودی دنچ برای فیلم آیریس - نیکول کیدمن برای فیلم دیگران - سیسی اسپیسک برای فیلم در اتاق خواب - اودره توتو برای فیلم سرنوشت شگفت‌انگیز املی پولن - رنه زلوگر برای فیلم خاطرات بریجت جونز                                          |
| بهترین بازیگر نقش مکمل مرد | بهترین بازیگر نقش مکمل زن |
| جیم برودبنت برای فیلم مولن روژ! - هوگو بونوویل برای فیلم آیریس - رابی کالتران برای فیلم هری پاتر و سنگ جادو - کالین فرث برای فیلم خاطرات بریجت جونز - ادی مورفی برای فیلم شرک                                                     | جنیفر کانلی برای فیلم ذهن زیبا - جودی دنچ برای فیلم The Shipping News - هلن میرن برای فیلم گاسفورد پارک - مگی اسمیت برای فیلم گاسفورد پارک - کیت وینسلت برای فیلم آیریس                                                         |
| فیلم‌نامه اوریجینال | فیلم‌نامه اقتباسی |
| سرنوشت شگفت‌انگیز املی پولن - ژان-پیر ژونه - گاسفورد پارک - جولین فلوز - مولن روژ! - باز لورمن و کریگ پیرس - دیگران - آلخاندرو آمنابار - خانواده اشرافی تننبام - وس اندرسن و اوون ویلسون                                           | شرک - ذهن زیبا - خاطرات بریجت جونز - آیریس - ارباب حلقه‌ها: یاران حلقه |
| بهترین فیلمبرداری | طراحی لباس |
| مردی که آنجا نبود - راجر دیکینس - سرنوشت شگفت‌انگیز املی پولن - برونو دل‌بونل - سقوط شاهین سیاه - اسواوومیر ایجاک - ارباب حلقه‌ها: یاران حلقه - اندرو لزنی - مولن روژ! - دونالد مک‌آلپاین                                             | گاسفورد پارک - هری پاتر و سنگ جادو - ارباب حلقه‌ها: یاران حلقه - مولن روژ! - سیاره میمون‌ها (فیلم ۲۰۰۱) |
| بهترین تدوین فیلم | بهترین گریم و آرایش مو |
| جاده مالهالند - سرنوشت شگفت‌انگیز املی پولن - سقوط شاهین سیاه - ارباب حلقه‌ها: یاران حلقه - مولن روژ! | ارباب حلقه‌ها: یاران حلقه - گاسفورد پارک - هری پاتر و سنگ جادو - مولن روژ! - سیاره میمون‌ها |
| بهترین طراحی تولید | بهترین صدا |
| سرنوشت شگفت‌انگیز املی پولن - گاسفورد پارک - هری پاتر و سنگ جادو - ارباب حلقه‌ها: یاران حلقه - مولن روژ! | مولن روژ! - سقوط شاهین سیاه - هری پاتر و سنگ جادو - ارباب حلقه‌ها: یاران حلقه - شرک |
| بهترین جلوه‌های ویژه تصویری | بهترین موسیقی |
| ارباب حلقه‌ها: یاران حلقه - هوش مصنوعی (فیلم) - هری پاتر و سنگ جادو - مولن روژ! - شرک | "مولن روژ!" - کریگ آرمسترانگ (آهنگساز) و ماریوس دوریس - "سرنوشت شگفت‌انگیز املی پولن" - یان تیرسن - "ارباب حلقه‌ها: یاران حلقه" - هاوارد شور - "جاده مالهالند" - آنجلو بادالامنتی - "شرک" - هری گرگسون-ویلیامز و جان پاول         |
| بهترین فیلم خارجی | بهترین فیلم بریتانیا |
| عشق سگی – مکزیک - سرنوشت شگفت‌انگیز املی پولن – فرانسه/آلمان - Behind the Sun Abril despedaçado – برزیل/فرانسه/سوئیس - عروسی مانسون – فرانسه/آلمان/هند/ایتالیا/ایالات متحده آمریکا - معلم پیانو (فیلم) – اتریش/فرانسه/آلمان/لهستان | گاسفورد پارک - خاطرات بریجت جونز - هری پاتر و سنگ جادو - آیریس - Me Without You |

## بیشترین جوایز
- ۴ / ۱۲ ارباب حلقه‌ها: یاران حلقه
- ۳ / ۱۲ مولن روژ!
- ۲ / ۵ ذهن زیبا
- ۲ / ۸ گاسفورد پارک
- ۲ / ۹ سرنوشت شگفت‌انگیز املی پولن
- ۱ / ۱ عشق سگی
- ۱ / ۱ مردی که آنجا نبود
- ۱ / ۲ جاده مالهالند (فیلم)
- ۱ / ۶ آیریس (فیلم)
- ۱ / ۶ شرک (فیلم)